# Hrast – Pokret za uspješnu Hrvatsku
Hrast – Pokret za uspješnu Hrvatsku bila je hrvatska politička stranka osnovana 23. studenog 2012. godine nakon raskola sa strankom Hrvatski rast (Hrast). Objedinjavala je građanske udruge i pojedince, tradicionalno, konzervativno, nacionalno i demokršćanski usmjerene. Predsjednik stranke od osnivanja bio je Ladislav Ilčić.
Hrast je bio povezan s Europskim kršćanskim političkim pokretom. Podmladak stranke zvao se Mladež HRAST-a/Mladi suverenisti.
Stranka se 2. listopada 2021. na ujediniteljskom saboru ujedinila sa strankom Hrvatski suverenisti.

## Vodstvo
Središnja tijela stranke bila su Predsjedništvo, Veliko vijeće i Nadzorni odbor.

Predsjedništvo stranke činili su, uz predsjednika Ladislava Ilčića, dva dopredsjednika, Hrvoje Zekanović i Dario Konta te članovi Stipo Lemešić, Nikola Šopar, Kata Ninčević, Hrvoje Šlezak i Irena Horvat.

## Hrast u Hrvatskom saboru
Stranka je imala jednog zastupnika u Osmom sazivu Hrvatskog sabora izborivši 2015. zastupnika u III. izbornoj jedinici u sklopu Domoljubne koalicije. Na izborima 2016. stranka je osvojila jedan mandat na listi HDZ-a i imala zastupnika u Devetom sazivu Sabora.

## Izborni rezultati
| izbori | u koaliciji s        | broj birača        | %                  | broj zastupnika u saboru | promjena     | Dio Vlade?                    |
| izbori | u koaliciji s        | (cijela koalicija) | (cijela koalicija) | (samo Hrast)             | (samo Hrast) | (samo Hrast)                  |
| ------ | -------------------- | ------------------ | ------------------ | ------------------------ | ------------ | ----------------------------- |
| 2015.  | Domoljubna koalicija | 771 070            | 34,64              | 1 / 151                  | 1            | potpora Vladi                 |
| 2016.  | HDZ                  | 695 804            | 36,56              | 1 / 151                  | ▬            | potpora Vladi (2016. – 2018.) |
| 2016.  | HDZ                  | 695 804            | 36,56              | 1 / 151                  | ▬            | oporba (2018. – 2020.)        |

| izbori | kandidat                 | prvi krug    | prvi krug  | drugi krug   | drugi krug | rezultat |
| izbori | kandidat                 | broj glasova | %          | broj glasova | %          | rezultat |
| ------ | ------------------------ | ------------ | ---------- | ------------ | ---------- | -------- |
| 2015.  | Kolinda Grabar-Kitarović | 665 379      | 37,22 (2.) | 1 111 945    | 50,74 (1.) | pobjeda  |
| 2020.  | Miroslav Škoro           | 465 704      | 24,45 (3.) |              |            | poraz    |

| izbori | u koaliciji s        | broj birača        | %                  | broj zastupnika u EP-u | promjena     |
| izbori | u koaliciji s        | (cijela koalicija) | (cijela koalicija) | (samo Hrast)           | (samo Hrast) |
| ------ | -------------------- | ------------------ | ------------------ | ---------------------- | ------------ |
| 2013.  |                      | 18 893             | 2,55               | 0 / 12                 | ▬            |
| 2014.  | Savez za Hrvatsku    | 63 437             | 6,88               | 0 / 11                 | ▬            |
| 2019.  | Hrvatski suverenisti | 91 546             | 8,52               | 0 / 12                 | ▬            |

Izvor: DIP

## Vanjske poveznice
- Službena stranica  Arhivirana inačica izvorne stranice od 23. ožujka 2014. (Wayback Machine)
- Profil na Facebooku
- Kanal na YouTubeu